# Ōtagaki Rengetsu
Ōtagaki Rengetsu (大田垣 蓮月?   10 de febrero de 1791 - 10 de diciembre de 1875) fue una monja budista, considerada una de las poetas japonesas más importantes del siglo XIX. También era una hábil alfarera, pintora y calígrafa experta.

## Biografía

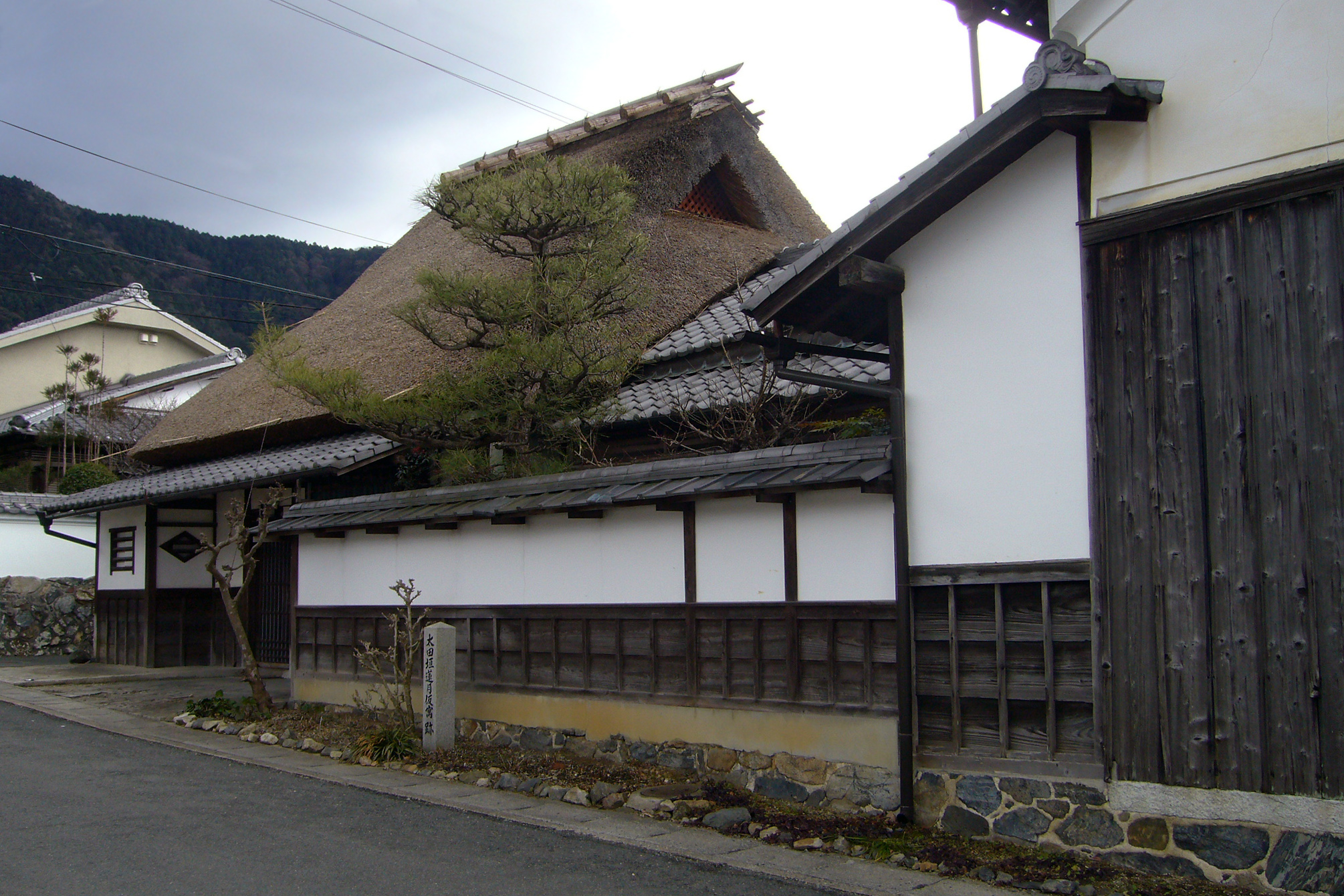
La casa de Ōtagaki Rengetsu, en Kioto.

Ōtagaki era la hija de una cortesana y un noble. Nació en una familia samurái de apellido Tōdō, pero fue adoptada a una temprana edad por la familia Ōtagaki. Fue dama de compañía en el castillo Hirado desde los 7 hasta los 16 años, cuando contrajo matrimonio. Ōtagaki se casó dos veces y tuvo cinco hijos.
Sin embargo, su esposo murió en 1823. Se convirtió en una monja budista a la edad de treinta años, después de enterrar a ambos esposos, a todos sus hijos, a su madrastra y a su hermanastro. Su padre adoptivo se unió a ella. Rengetsu se unió al templo Chion-in y se convirtió en monja, tomando el nombre de "Rengetsu" (que se traduce como "Luna de loto") como su nombre budista. Permaneció en Chion-in durante casi diez años, y vivió en varios otros templos durante las siguientes tres décadas, hasta 1865, cuando se instaló en el Jinkō-in, donde vivió el resto de su vida.
Debido a su condición de mujer, solo se le permitió vivir en un monasterio budista durante un par de años. Después de aquello, procedió a vivir en pequeñas chozas y se mudaba bastante. Era maestra en artes marciales, tras haber sido entrenada desde su infancia por los Ōtagaki, familia que era bien conocida por ser maestros ninja.

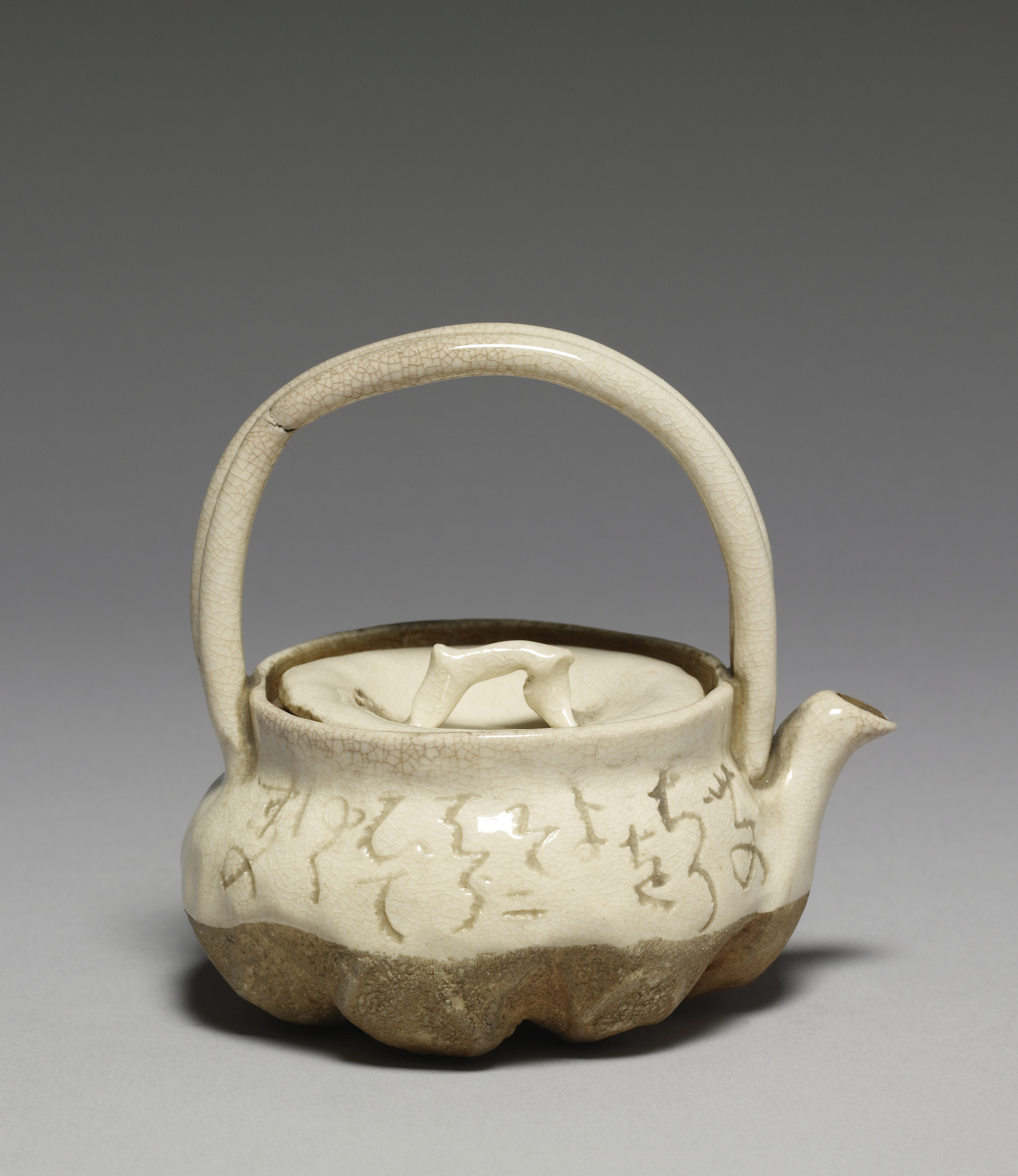
Tetera Rengetsu ware para té infundido, inscrita con un poema waka de Ōtagaki, mediados del.

A pesar de ser más conocida como una poeta de waka, Rengetsu también era bailarina, costurera, artista marcial y experta en la ceremonia japonesa del té. Admiró y estudió con varios grandes poetas, entre ellos Ozawa Roan y Ueda Akinari y más tarde en su vida se convirtió en amiga cercana y mentora del artista Tomioka Tessai. Varias obras de Tessai, aunque pintadas por él, cuentan con caligrafía hecha por Rengetsu.
Su trabajo de cerámica se hizo tan popular que continuó después de su muerte, conocida como Rengetsu ware.